# Snopes
Snopes (previamente conocida como Urban Legends Reference Pages) es una página web conocida como fuente para la validación o invalidación de leyendas urbanas, rumores de Internet, bulos, cadenas de mensajes y otras historias de procedencia incierta en la cultura popular (principalmente estadounidense). El lema de la web es «Rumor Has It».
Snopes fue fundada y sigue siendo dirigida por Barbara y David Mikkelson, una pareja californiana que se conoció en el grupo de noticias alt.folklore.urban. Su método habitual es el seguimiento de las fuentes del rumor o leyenda urbana, contrastando la información con fuentes verificables y clasificando los rumores como «ciertos», «falsos», «dudosos» o «imposibles de verificar».

## Plagiarismo
BuzzFeed News descubrió que entre al menos 2015 y 2019, Mikkelson plagió reportes de Los Angeles Times, The Guardian y otros.  Snopes retiró 60 artículos después que Mikkelson admitió el plagio, pero no perdió ni su gerencia general ni sus acciones.